# Diastylis scorpioides
Diastylis scorpioides is een zeekommasoort uit de familie van de Diastylidae. De wetenschappelijke naam van de soort is voor het eerst geldig gepubliceerd in 1780 door Lepechin.